# Vitrailliste
 (juin 2016).
Si vous disposez d'ouvrages ou d'articles de référence ou si vous connaissez des sites web de qualité traitant du thème abordé ici, merci de compléter l'article en donnant les références utiles à sa vérifiabilité et en les liant à la section « Notes et références ».
Le vitrailliste (ou maître-verrier) exerce un métier d'art, de la famille des métiers du verrier, qui consiste à mettre en œuvre le verre fourni par la verrerie afin de réaliser un vitrail, « image translucide et colorée ». Le vitrailliste peut assumer la conception et l'exécution de compositions civiles ou sacrées, ou travailler avec un peintre reconnu dont il se fait l'interprète. 

## En France
Avec environ 1 100 artisans professionnels travaillant répartis dans environ 450 entreprises au début des années 2000, ce métier est encore bien représenté en France, notamment en raison de son patrimoine de cathédrales et d'églises (plus grande surface de vitraux au monde) qui nécessite des restaurateurs en vitraux anciens (activité plus importante que la création de vitraux neufs).
Il est aussi appelé maître verrier lorsqu'il exerce une activité professionnelle de conservation et de restauration des vitraux[réf. nécessaire] ; sous certaines conditions, l'arrêté du 24 décembre 2015 offre la possibilité aux vitraillistes de revendiquer le Titre honorifique de "Maître artisan".

## Santé
Dans les années 2000, en matière de santé au travail, le vitraillisme fait encore partie - en raison de l'utilisation de plomb dans les vitraux - des métiers exposés à un risque élevé de saturnisme,,,, (risque bien connu depuis le XIXe siècle), principalement via la voie digestive et le « portage mains-bouche (mains souillées lors de l’activité ou à partir de surfaces contaminées »). Des mesures simples d’hygiène et d'information des travailleurs permettent de réduire ce risque mais la plupart des entreprises faisant travailler des vitraillistes sont de « petites structures aux moyens de prévention limités ».